# Liste der Kulturdenkmäler in Ürzig
In der Liste der Kulturdenkmäler in Ürzig sind alle Kulturdenkmäler der rheinland-pfälzischen Ortsgemeinde Ürzig aufgeführt. Grundlage ist die Denkmalliste des Landes Rheinland-Pfalz (Stand: 10. August 2023).

## Denkmalzonen
| Bezeichnung          | Lage | Baujahr | Beschreibung | Bild |
| -------------------- | --- | ------- | --- | ---- |
| Denkmalzone Ortskern | Rathausplatz 1, 3, 6, 7, 8, 10 und 11, Molitorstraße 5 und 7, Schanzstraße 2 und 4–9 (alle Nummern), St. Maternusstraße 5, 6, 8 und 10, Würzgartenstraße 1 und 6 Lage | um 1600 | historische Ortsmitte um Kirche, Rathausplatz und Schanzstraße und dort beginnende Straßen mit zahlreichen dreigeschossigen Fachwerkbauten um 1600 | BW   |

## Einzeldenkmäler
| Bezeichnung                          | Lage                                                   | Baujahr                     | Beschreibung | Bild                           |
| ------------------------------------ | ------------------------------------------------------ | --------------------------- | --- | ------------------------------ |
| Wegekreuz                            | Altenberg, an Nr. 13 Lage                              | 1828                        | Wegekreuz, bezeichnet 1828 | BW                             |
| Brunnen                              | Bergstraße, gegenüber Nr. 9 Lage                       | 1552                        | ehemaliger Laufbrunnen, bezeichnet 1552, Brunnenstock in romanisch-gotischen Mischformen, um 1900                                   | BW                             |
| Wegekreuz                            | Bergstraße, gegenüber Nr. 17 Lage                      | 1660                        | Schaftkreuz, bezeichnet 1660 | BW                             |
| Wohnhaus                             | Brunnenstraße 8 Lage                                   | 1655                        | Fachwerkhaus, teilweise massiv, bezeichnet 1655                                                                                     | BW                             |
| Wohnhaus                             | Moselufer 11 Lage                                      | 1828                        | siebenachsiger Krüppelwalmdachbau, bezeichnet 1828                                                                                  | BW                             |
| Kriegerdenkmal                       | Moselufer, gegenüber Nr. 22 Lage                       | um 1920                     | Kriegerdenkmal 1914/18, von einem Adler bekrönter Pavillon                                                                          | Fotos hochladen                |
| Himmeroder Hof                       | Moselufer 43 Lage                                      | 1898                        | Wohnhaus des Mönchshofs; dreigeschossiger neubarocker Massivbau, bezeichnet 1898, im Kern älter                                     | weitere Bilder Fotos hochladen |
| Fachwerkfassade                      | Rathausplatz, an Nr. 1 Lage                            | 1601                        | vorgeblendete reiche Fachwerkfassade mit spätestgotisch profiliertem Eingang, bezeichnet 1601                                       | BW                             |
| Wohnhaus                             | Rathausplatz 6 Lage                                    | 1596                        | Fachwerkhaus, teilweise massiv, verputzt, bezeichnet 1596                                                                           | Fotos hochladen                |
| Rathaus                              | Rathausplatz 7 Lage                                    | 1904                        | dreigeschossiger turmartiger Bau, Bruchstein und Zierfachwerk, bezeichnet 1904                                                      | Fotos hochladen                |
| Wohnhaus                             | Rathausplatz 8 Lage                                    | 1564                        | kleines Fachwerkhaus, teilweise massiv, bezeichnet 1564                                                                             | Fotos hochladen                |
| Gasthof Ürziger Ratskeller           | Rathausplatz 10 Lage                                   | 1659                        | stattliches dreigeschossiges Fachwerkhaus, teilweise massiv, bezeichnet 1659                                                        | Fotos hochladen                |
| Hubertuskapelle                      | Römerstraße, Ecke Bergstraße Lage                      | 1667                        | kleiner Putzbau, Giebelrelief, 1667                                                                                                 | BW                             |
| Wohnhaus                             | Schanzstraße 2 Lage                                    | Anfang des 18. Jahrhunderts | stattlicher Walmdachbau, teilweise Fachwerk, ursprünglich wohl verputzt, Anfang des 18. Jahrhunderts (?)                            | Fotos hochladen                |
| Wohnhaus                             | Schanzstraße 6 Lage                                    | 1622                        | Fachwerkhaus, teilweise massiv, ehemaliges Hallenerdgeschoss, bezeichnet 1622 und 1823                                              | BW                             |
| Katholische Pfarrkirche St. Maternus | St. Maternusstraße 5 Lage                              | 15. Jahrhundert             | neugotische Schieferbruchsteinhalle, 1866/67, Westturm aus dem 15. Jahrhundert                                                      | weitere Bilder Fotos hochladen |
| Kreuzigungsgruppe                    | St. Maternusstraße, bei Nr. 5 Lage                     | 1618                        | Kreuzigungsgruppe, bezeichnet 1618                                                                                                  | BW                             |
| Katholisches Pfarrhaus               | St. Maternusstraße, zu Nr. 5 Lage                      | 1782                        | Mansarddachbau, zweiarmige Freitreppe, bezeichnet 1782                                                                              | weitere Bilder Fotos hochladen |
| Wohnhaus                             | St. Maternusstraße 8 Lage                              | 1762                        | dreigeschossiges Fachwerkhaus, teilweise massiv, bezeichnet 1762, Zierfachwerk mit vier geschnitzten Fenstererkern, bezeichnet 1597 | Fotos hochladen                |
| Gaststätte Alter Klosterhof          | Würzgartenstraße 1 Lage                                | 1717                        | ehemaliger Hof des Klosters Springiersbach; stattlicher Mansarddachbau, bezeichnet 1717                                             | Fotos hochladen                |
| Wohnhaus                             | Würzgartenstraße 6 Lage                                | um 1600                     | Massivbau, teilweise vorkragendes Fachwerk, verputzt und verschiefert, um 1600                                                      | BW                             |
| Weingut                              | Würzgartenstraße 11 Lage                               | Mitte des 19. Jahrhunderts  | Weingut; Wohnhaus, Mitte des 19. Jahrhunderts, Mansardwalmdachbau, 18. Jahrhundert                                                  | Fotos hochladen                |
| Wohnhaus                             | Würzgartenstraße, zu Nr. 12 Lage                       | 1597                        | kleines Fachwerkhaus, teilweise massiv, bezeichnet 1597                                                                             | BW                             |
| Friedhofskapelle                     | Würzgartenstraße, hinter Nr. 32 Lage                   | 1860                        | kleiner Bruchsteinbau, angeblich von 1860                                                                                           | BW                             |
| Weingut                              | Würzgartenstraße 41 Lage                               | 1898                        | Weingut; späthistoristischer Bruchsteinbau, teilweise Fachwerk, bezeichnet 1898                                                     | BW                             |
| Bahnhof Ürzig                        | nördlich des Ortes an der L 57 (Bahnhof Ürzig 6) Lage  | um 1900/10                  | Empfangsgebäude mit Putz-, Bruchstein- und Fachwerkflächen, um 1900/10, Güterschuppen, Backstein und Industriefachwerk              | Fotos hochladen                |
| Wohnhaus                             | nördlich des Ortes an der L 57 (Bahnhof Ürzig 15) Lage | um 1900/1910                | repräsentativer barockisierender Putzbau, originale Farbverglasung, um 1900/1910                                                    | BW                             |
| Wegekreuz                            | nördlich des Ortes, südwestlich des Bahnhofs Lage      | 1649                        | Schaftkreuz, Basaltlava, bezeichnet 1649                                                                                            | BW                             |
| Burg zur Leyen                       | östlich des Ortes oberhalb des Moselufers Lage         | vor 1332                    | Ruine, Reste des 1332 genannten „neuen Turmes“ und des Mauerwerks sowie Wachtturm im Fels                                           | BW                             |
| Wegekapelle                          | südwestlich des Ortes in den Weinbergen Lage           | 1853                        | Putzbau; Sockelkreuz, Rotsandstein, bezeichnet 1853; Reste älterer Wegekreuze                                                       | Fotos hochladen                |
| Wegekreuz                            | westlich oberhalb des Ortes im Wald Lage               | 17. Jahrhundert             | Schaftkreuz, wohl aus dem 17. Jahrhundert                                                                                           | BW                             |

## Ehemalige Kulturdenkmäler
| Bezeichnung | Lage                      | Baujahr | Beschreibung                                                               | Bild |
| ----------- | ------------------------- | ------- | -------------------------------------------------------------------------- | ---- |
| Wohnhaus    | St. Maternusstraße 9 Lage | 1605    | Fachwerkhaus, teilweise massiv, bezeichnet 1605; aus Denkmalliste gelöscht | BW   |